# 飯尾川
飯尾川（いのおがわ）は、徳島県吉野川市、名西郡石井町、徳島市を流れる吉野川水系の河川である。

## 地理
吉野川市鴨島町樋山地に水源があり、名西郡石井町を通過して徳島市に入り、鮎喰川下流部に合流する。
流域の7割程度を占める平地のそのほとんどが吉野川の「氾濫原性低地」を主体とした沖積平野であり、流域南部は山地と丘陵地からなっている。

## 橋梁
- 第二樋橋
- 喜来橋
- 角瀬橋
- あまさじ橋
- 宮前橋

- 中筋橋
- 飯尾川橋
- 新飯尾川橋
- 一の橋
- 関の橋

- 角の瀬小橋
- 角の瀬大橋
- 榎島橋
- 古川橋
- 川原田橋

- いのがわ橋
- 和合橋
- 上飯尾川橋
- 新栄橋
- 桜間橋

- 加茂橋
- 藍高橋
- 藍高大橋
- 天神橋
- 飯尾川新橋

- 佐尾橋
- 南島橋
- 高浦橋
- 立石橋
- 第一樋門

## 支流
- 赤池川
- 逆瀬川
- 西大堀川
  - 東大堀川
- 渡内川
- 天神前川
- 立石谷川
- 飯尾川放水路
- 寺谷川
  - 玄華寺谷川
  - 樫原谷川
- 三谷川
- 藤井川
- 麻名用水
  - 湯吸谷川

## 飯尾川の河川施設
- 飯尾川公園（いしいドーム）
- 赤池川水ぎわ公園 - 飯尾川の支流・赤池川沿いにある親水公園。

## 流域の自治体
徳島県
吉野川市、名西郡石井町、徳島市